# USA (漫画)
『USA』（ユーエスエー）は、北浜勇介による日本の漫画作品。ゲーム雑誌『電撃PlayStation』の付録である『電撃4コマ』で連載された。

## 内容
電撃4コマで行われた4コマ漫画募集「電撃4コマ大賞!」の第1回入選作として同誌8号に読切掲載。12号から連載作品となる。ゲーム好きの学生を中心に、学校生活などを描く4コマストーリー漫画。
他の『電撃4コマ』連載作品に比べ、他の漫画のパロディを多く取り入れている。特に、バキやジョジョの奇妙な冒険をネタとしたギャグが頻繁に用いられる。また取り上げるゲームに関しても、和製ゲームではなく、暴力描写や流血描写の多いいわゆる洋ゲーを主に取り扱うほか、スラッシュメタルやブラックメタルの曲についても話が作られることが多く、プロレス（主にWWE）に関する小ネタもしばしば登場する。いずれの面でも他作品に比べて特異な部分が多い。

## 登場人物

### 主要メンバー
雨宮 梨花（あめみや りか）
本作の主人公。ゲームが好きな女子高生。
性格は男勝りで活発。運動神経が非常によく、女性離れした筋力も持つ。よく不良に絡まれるが、そのたび返り討ちにするなど喧嘩が異常に強い。学校の体育祭でも、クラスの勝利を一手に担うほどの活躍を期待され、またそれに答えている。
頭の中でコマンドを描くだけでFTGの技を繰り出せるほか、ゲームの技を多くコピーしている。興味がわいたらすぐに練習して習得するらしいが、昔から現在に至るまで、その実験台は一貫して彼女の弟、圭壱である。
運動が特異な反面、勉強の成績はからっきしであり、補習や赤点は日常茶飯事。10段階評価の成績表を3段階評価と勘違いされるほどの低成績を記録している。
また家事が全般的に苦手であり、とくに料理は殺人的に下手。その酷さはキラークイーンとあだ名されるほどであり、手料理を振舞われたメガネ君は状態異常になったほか、カレー鍋の周りをうろついたゴキブリは突然死した。なお、彼女自身には自覚がなく、手料理によって卒倒する人を見ると不思議がったりキレたりする。
メガネ君とは先輩後輩の仲であるが、ゲームがきっかけで付き合っている。周りのキャラがイラつくほどのバカップルだが、ゲームの話しかせず、あまり色気のある話はしない。手を握っただけで満足する、名前で呼ばれただけで激しく照れるなど、いとこの小須田とは違ってかなり初心な性格。それゆえ、気づかないまま卑猥な（意味にも取れる）言葉を臆面もなく発することもあり、親友を困らせている。
よく圭壱と喧嘩するが、後に引きずることなくすぐに仲良くゲームが出来る（メガネ君曰く『喧嘩したことすら覚えていられないだけ』）。
水泳とゴキブリだけは心底苦手としている。特に水泳に関しては、異常な運動神経にもかかわらず、足の着く水深でも溺れてしまうほどの苦手振りである。
初期は名前を略してアメリカと呼ばれることがあり、作品のタイトルの由来にもなっていたが、連載が進むにつれて呼ばれなくなった。呼ぶ人によっては激怒する。
基本的にゲームの好き嫌いはないが、ACTを主にプレイしている。ただしホラーゲームは大の苦手。また、初期の頃はFTGが好きではあるが腕前はあまりよくないという描写があったが、後に町内会のお祭りの対戦イベントにおいて、弟の圭壱と共に対戦台を占領し、挑戦者を立て続けに返り討ちにして6時間プレイするなど、相当な腕前を発揮している。
実は幼い頃は大人しい性格をしていて、むしろ当時赤ん坊であった圭壱に(主にゲームで)泣かされていた。しかしある時、公園で犬に襲われそうになった圭壱を助ける為に飛び出した事がキッカケで、自らの潜在能力に気づき、そして現在に至る。
メガネ君
ゲーム好きな高校生。雨宮の一つ下の学年。本名は不明であり、ある種のタブーとされている。呼ばれるときは「きみ」などで呼称される。
性格は温和で作中随一の常識人。まれに本気で怒ることがある。
彼女の梨花とは対照的に、運動神経はあまり良くなく、反面成績は優秀。無論喧嘩もあまり強くないが、基本的に梨花と一緒にいるため、不良に絡まれることはない。水泳は得意。
好きなゲームのキャラに似てるから、という理由だけで梨花に告白し、付き合い始める。呼び方は「先輩」。周囲をイラつかせるほどのバカップルであるが、梨花以上に鈍感なところがあり、たびたび彼女をやきもきさせている。
ゲームは同じく大好きであり、よく梨花と遊ぶ。ハードを集めるのが趣味であり、ピピン@などの比較的マイナーなハードを手に入れた時には変態的に興奮する。
先述の通り喧嘩は強くなく、たびたび梨花の照れ隠しの犠牲になる。梨花と圭壱の兄弟喧嘩を見て怯えることが多いが、梨花が最も頭の上がらない存在の一つであり、彼女を泣いて土下座させることが出来るただ一人の存在。最近では姉を怒らせた圭壱に頼られることもある。そのほか、永城にも強い。
ジャンルの好き嫌いは特に存在しない。
日野 基子（ひの もとこ）
梨花の同級生であり親友。名前の由来は「日ノ本」から。
メガネ君と同じく常識人であり、梨花の行動によく苦労している。
成績や運動神経に特に優れた部分はないが、唯一泳ぎは得意であり、『崖の上のヒニョ』を自称している。その他、際立って優れた部分がないため、キャラの薄さが際立つという矛盾した状況に置かれている。
連載が進むにつれ、バカップルぶりを見せ付ける梨花とメガネ君に反して、浮いた話のない寂しいキャラという立ち位置が強くなっている。花火で遊んでいるときに野外でいちゃつくカップルを見た時には、容赦なくロケット花火を浴びせていたほか、天然でいちゃつく二人を見てダメージ（ひどい場合は吐血）することがある。それでも二人の仲を心配しており、喧嘩したときなども相談に乗るなど、応援してはいる様子である。
その特徴が強くなるにつれ、同じく浮いた話のない永城とセットで登場することが多くなった。
ゲームが得意な描写は特にないが、永城と2人で乙女ゲーを本名プレイするなど、恋愛アドベンチャーが好きな様子。ちなみに梨花と知り合ったのはBLゲームがきっかけだった。

### 雨宮家
雨宮 圭壱（あめみや けいいち）
梨花の弟。中学生。
姉と同じくゲーム好き。運動神経の良さや喧嘩の強さも似ているが、姉と比べてかなり温和な常識人であり、姉や母の暴走に頭を悩ませることが多い。よく姉と喧嘩し、そのたびに負けているが、このおかげで腕っ節が鍛えられている。
金髪で髪を立てているが、姉より低い身長をごまかすため。子供の頃からこのスタイルで通していて、これを貶されると小学生が相手でも本気でキレる。
母が留守の時は、家事のできない姉に代わり彼が掃除や料理をしているため、家事は非常に得意。たまに姉が料理に協力しようとするが、全力で阻止しようとする。
勉強に関しても、姉と違って順調な様子。
いとこの小須田と、結婚する約束を幼い頃に交わさせられており、未だに熱烈なアプローチをもらっている。隙あらば押し倒そうとしてくるため、彼自身は小須田を苦手としている。
雨宮　すみれ
雨宮姉弟の母親。ゲームは好きだが苦手。
基本的に非常に温和な性格の持ち主であり、姉弟の良き母親だが、怒ると非常に怖い。梨花や小須田も彼女には頭が上がらず、作者も彼女が作中最強人物であると認めている。
戦闘能力は異常に高い。元は女子プロレスラーであり、元MWW（架空のリーグ）世界チャンピオン。あまりに凶悪なため、試合以外の時は地下に幽閉されていたほど。また、夫と出会った高校生時代は大河曰く「現在の数倍強かった」らしく『地上最強の女子高生』と呼ばれ、周囲から恐れられていた。
夫とは高校で出会う。喫煙を注意してきた当時の夫に対して、自分に勝てばやめると宣言して以降、出会った当時から現在に至るまで戦い続けている（無敗）。その過程で夫に惹かれ、結婚することになった。基本的に出張で夫は家にいないが、娘と同じく今もバカップルのままである。
大河と今よりも若かった頃に行った夫婦喧嘩の際に、ゼロ距離からのショットガンによる射撃を受けても物ともしなかった所を見るあたり、最早まともな人間であるのかすら危ぶまれる。
雨宮 大河(あめみや たいが)
雨宮姉弟の父親。ゲームは好きで得意。
妻と同じく非常に温和な性格であり、いつも笑みを絶やさない良き父親であるが、怒ると怖いのも同じ。ただし、妻と違って姉弟に手を上げた描写はない。
普段は出張で家にはおらず、帰ってくるのは稀。普通のサラリーマンを装ってはいるが、実際は傭兵業に手を染めており、ソマリアやチェチェンなど、危険な区域に赴いては戦闘に参加していて、傭兵仲間からは「オーガ隊長」(由来は名前の大河から)と呼ばれている。風呂から上がった際には、体が生傷だらけであるのが確認できた。
さまざまな危険区域に赴きながらも大抵難なく帰宅することから、生存能力は非常に高いと思われる。自身は「母さん（妻）に比べればゲリラなんて軽い軽い」と笑っている。
高校時代に妻と出会う。当初は貧弱な体をしており、当時の妻に喫煙を注意したところ返り討ちに遭っていた。喧嘩で勝てばタバコをやめるという冗談を真に受け、厳しいトレーニングを重ねつつその後幾度となく戦いを挑んでいる。現在の強力な戦闘能力はこのことで培われており、また妻の心も（意識しないうちにではあるが）射止めている。現在に至るまで挑戦は続いており、未だに勝ててはいない様子。
本職であるためか、ミリタリーFPSが異常に強く、娘達が3人がかりで向かってきても圧倒していた。また、MGS4のオクトカムを見て「これがあれば暗○(恐らくは暗殺)も楽なのに」といって欲しがったり、梨花が何気なく発したRPGという単語を別のRPGと勘違いして咄嗟に伏せたりするなど、常に戦場のことが頭から離れていない。

### 小須田家
小須田利香（こすだ　りか）
雨宮姉弟の従姉妹（母の姉の娘）。梨花の一つ下の学年。名前の由来は「コスタリカ」より。
親の仕事の都合で雨宮家に居候している。
血筋ゆえか梨花と喧嘩して引き分けるほどの能力を持つ。が気の向いた時にしか発揮しないため宝の持ち腐れ気味である。
圭壱を好いており、隙あらばその貞操を奪おうとしている。

### その他の生徒
金村珠緒(かねむら たまお)
梨花の同級生の女子生徒。大財閥の令嬢であるらしい。
非常に裕福な家庭を持っており、傍らには常時、老執事とごついSP数名が付き添って身辺警護に当たっている。雇っているメイドで大局将棋ができるらしい。
メガネ君に恋心を抱いており、梨花にライバル心を燃やす、典型的な恋敵役。しかし、初期はその役目をいかんなく果たしていたものの、連載が進むにつれてラブコメ要素が薄くなり、梨花とメガネ君がバカップルぶりを発揮するようになってからは、必然的に影が薄くなり、出番が減ってしまった。特に中期は数ヶ月にわたってまったく登場しなかった期間すらあり、現在ではその影の薄さをネタにすることが多い。現在は、毎号扉絵の2コマ漫画への登場のみが出番となっており、作者もこれを定位置にする意向を持っている。
実家がどんな業界で活躍しているのかは不明だが、執事やSPをつれて密林でゲリラ戦を展開したり、本物の銃器を扱ったことがある節が見られるなど、物騒な一面がある。特に家庭用ゲーム機のガンシューティングでは、ひたすら連射する梨花に対してヘッドショットのみで敵を駆逐するというプレイを披露し、メガネ君を戦慄させた。
梨花や小須田などと同じように名前を略すことを非常に嫌う。原因は「金珠」という字面。
瀬川奈緒美(せがわ なおみ)
梨花たちと同じ高校に通う女子生徒。3年生で生徒会長。名前の由来はSEGAのアーケードゲーム基板｢NAOMI｣(SEGAはNAOMI)から。
初登場はvol.96で、校内校外問わず暴力沙汰を起こす梨花の根性を叩き直す為に、「負けたら全裸で土下座」という危険な条件を付け加えて梨花に戦いを挑んだ。
羽田流合気柔術の免許皆伝者で、ディフェンシブスタイル中であれば、相手の上･中･下段技を全て当て身投げで返してしまう(後には死角からの投げナイフですら素手で弾き返してしまった)。この技によって、序盤においては梨花を手玉に取っていたが、中盤以降、梨花も自動カウンターで応戦。千日手の末に隙を見せてしまい、最終的には梨花に敗北を喫してしまう。
その後、vol.100で(まさかの)再登場を果たし、梨花のライバルの座を危惧した珠緒からの刺客に応戦すべく、梨花と共闘。最後は珠緒と和解する為に、梨花のライバルではないという意思表示の意味で、梨花とうっすい友情を築いた。それ以降も時折本編に登場している。
ディフェンシブスタイル中は｢一切の移動が出来ない｣という弱点を持つが、それを差し引いても有り余る防御力を誇り、雨宮家、小須田家を除いて梨花と肉弾戦で対等以上に戦える唯一の人物である。

### 学校の教員
只野　清（ただの　きよし）
梨花のHR担任をしている教師。担当は英語科。名前の由来は「ただの教師」から。本名は作中に登場せず、単行本のおまけページで発覚した。
梨花の成績の悪さに頭を悩ませており、休日返上で彼女の補習授業を行うことも多い。反面体育祭などでは、彼女を重要な戦力と認め、さまざまな取引の末に活躍してもらっている。
梨花の生活態度には厳しいが、ゲームに対して否定的な人間ではない。先述の取引の際は、クラス優勝の暁には人気ハードを買い与えるなどの条件を出している（実際は優勝しても、言葉遊びでこれをかわしている）。初期に梨花が学校内で喧嘩騒ぎを起こしたときには、FTGのコマンド技を多用したという点に激怒し、単発のパンチやキックで戦うよう厳重注意するだけで、喧嘩騒ぎそのものに関しては何の注意もしないという本末転倒な一面も見られた。
年下の奥さんと10歳の娘がいる。
若いころには梨花の両親の担任をしていた。
永城 万里子（ながしろ まりこ）
梨花達の通う高校の保険医。落ち着きのない大人。名前は「万里の長城」から。
保険医とは思えないほどのだらしなさであり、服装は派手で趣味は過激。主に洋ゲーとスプラッタムービーを愛し、ロックスターに心酔している。
保健室に私物を持ち込み、ほぼ自室として扱う。勤務を真面目に行うことはなく、風邪気味の生徒が入ってきても放っておく。メガネ君に制裁を食らった際は、慣れない笑顔で渋々頑張って看病していた。
ヘビースモーカー且つヘビードリンカー。かなりの割合で咥えタバコをしている。
18歳未満購入禁止のゲームばかり遊んでおり、流血描写や暴力描写に目がない。雑誌の趣旨に反してXbox 360のゲームを所持していたが、謎の力によって制裁を食らった。GTAシリーズやポスタルを特に好み、特にポスタル・デュードを「結婚したい相手」に挙げるほど愛している。
暴力描写に規制をかけるべきという意見の持ち主には容赦がなく、舞い込んできたお見合いの話もそれで失敗したことがあった。
実は意外に涙もろく、かわいいものが好き。また登場当初は髪を立てていたが、制裁から帰ってきた後は「このほうが女らしく見えるかも」と、伸ばしてポニーテールにしている。

## 単行本
電撃コミックス EX 電撃4コマコレクション 
1. 2007年6月発売 ISBN 978-4840239493
2. 2008年11月発売 ISBN 978-4048674447
3. 2009年7月発売 ISBN 978-4048679695